# おたまじゃくし (お笑いコンビ)
おたまじゃくしは、かつて吉本興業に所属していた日本のお笑いコンビ。2022年6月15日解散 。

## メンバー
中西 亮太（なかにし りょうた、1987年3月12日（38歳） -）
ボケ担当。
三重県松阪市出身。三重高等学校、関西大学経済学部卒業。身長172 cm、体重65 kg。血液型はB型。
趣味は野球（高校野球、最高で県内ベスト4）、特技は街中でなんか見たことあるようなキャラのものまね。
大学卒業後、地元・三重県の百五銀行に銀行員として勤務していた経歴を持つ。
松竹芸能タレントスクール出身だが、吉本に移籍した。NSC大阪校一般33期扱い。

ほりお しんのすけ（本名：堀尾 晋之介、1991年6月5日（34歳） -）
ツッコミ担当。
兵庫県姫路市出身、兵庫県立飾磨工業高等学校卒業。身長172 cm、体重62 kg。血液型はA型。
趣味はご当地ポン酢集め、特技は野球の牽制球。
高校時代は野球部のチームメイトとのコンビ「タッチアップ」で高校生お笑い甲子園（現・ハイスクールマンザイ）2009に出場、MCの佐田正樹（バッドボーイズ）にツッコミを褒められた。
NSC大阪校33期出身。

## 来歴・芸風
互いに別のコンビとして活動していたが、芸人による草野球チームにて意気投合したのがきっかけでコンビ結成。コンビ名は中西の祖母が、老若男女に覚えてもらえやすいようにと名付けたのが由来。
漫才・コント共に行う。主によしもと漫才劇場へ出演していた。
2022年6月15日、同日を以って解散を発表。中西はピン芸人「おたまじゃくし中西」として活動、ほりおは1年先輩のさかもと（元キャタピラーズ）とコンビ「しゅんすけ」を結成。

## 出演
- 有田ジェネレーション（TBSテレビ、2020年10月26日）[11]